# Indoaxarus santokhi
Indoaxarus santokhi är en tvåvingeart som beskrevs av Jai Kisahn Maheshwari 2001. Indoaxarus santokhi ingår i släktet Indoaxarus och familjen fjädermyggor. Inga underarter finns listade i Catalogue of Life.